# Paramussardia bothai
Paramussardia bothai là một loài bọ cánh cứng trong họ Cerambycidae.